# Poienărei, Argeș
Poienărei este un sat în comuna Corbi din județul Argeș, Muntenia, România.

## Cadrul geografic
Amplasat în zona central-nordică a județului Argeș, pe cursul mediu al Râului Doamnei, în apropierea căii de comunicație între Curtea de Argeș și Câmpulung-Muscel, satul Poienărei s-a dezvoltat datorită unui surplus de produse pomicole. 
Așezarea s-a format în zona deluroasă, din dreapta Râului Doamnei, lângă pădurile seculare, care ofereau posibilitatea locuitorilor să se refugieze în timpul năvălirilor. 
Localitatea este învecinată cu satele: Corbi (nord, est și sud), Galeș-Brăduleț și Mușătești (vest).

### Relieful
Satul Poienărei este situat în depresiunea intracolinară Nucșoara-Corbi-Domnești, din bazinul Râului Doamnei, care se suprapune versanților sudici ai Munților Făgăraș, delimitată, la est și la vest, de dealuri piemontane paralele, orientate spre direcția nord-sud.

### Hidrografie
Râul Doamnei, străbate teritoriul localității, primind ca afluenți pâraiele Drăghina, Cernat și Iezer cu afluentul Văsălatu. 
Râul Doamnei colectează, pe teritoriul satului Poienărei, afluenți mici: Valea Dobranii, Pârâul Lacurilor unit cu Pârâul Dragodana în Valea Repaosului, Valea Satului unită cu Pârâul Diaconeștilor în Valea lui Roman sau Valea Bisericii, Pârâul Izvorul, Valea Dacilor.
Râul Doamnei se varsă în Râul Argeș, în apropierea municipiului Pitești.

#### Ape minerale
Pe teritoriul satului Poienărei există câteva izvoare de ape minerale, ce au în compoziția lor chimică sulf și iod, situându-se în punctele: Bodul Băcioiu, Valea Morii, Fântâna Pietrari.

### Clima
Temperatura este moderată pe tot parcursul anului, media anuală fiind de 8 grade C. Temperatura maximă situându-se între 26-30 grade C, iar cea minimă între -16-20 grade C.

### Solul
Dealul Toaca, cu o altitudine de 895 m, este format din conglomerate dure, acoperite cu nisipuri și pietrișuri. Râpa cu Brazi, Râpa Colțului, Hoagele, Râpa Zmilei reprezintă cueste abrupte și verticale ce se prelungesc, prin pante domoale, acoperite cu pomi fructiferi și fânețe până la albia Râului Doamnei.

### Flora și fauna
Vegetația este dominată de pădurile de fag și pădurile de gorun și stejar. Se întâlnesc și alte specii: alunul, aninul, arțarul, carpenul, călinul, cătina, cerul, cireșul amar, cornul, frasinul, gârnița, jugastrul, lemnul câinesc, măceșul, mărul pădureț, mesteacănul, murul, paltinul de munte, păducelul, părul pădureț, plopul, porumbarul, răchita, rugul, salcâmul, salcia albă, sângerul, scorușul, socul, stejarul, teiul pădureț, ulmul, smeurul.  
Fauna este reprezentată prin divese specii de animale: ariciul, căprioara, cârtița, chițoranul, dihorul, gușterul, iepurele, jderul, lupul, mistrețul, nevăstiuca, râsul, ursul, viezurele, vulpea.  
Păsări: bufnița, cinteza, cioara, ciocănitoarea, ciocârlanul, ciocârlia, codobatura, corbul, coțofana, cucul, cucuveaua, eretele, gaița, grangurul, graurul, guguștiucul, hurezul, lăstunul, măcăleandrul, mierla, pitulicea, pițigoiul, potârnichea, privighetoarea, presura, pupăza, rândunica, sitarul, sticletele, șoimul, turturica, uliul, vrabia.   
Reptile: gușterul, salamandra, șarpele de casă, vipera sau năpârca. 

## Toponimie
Toponim format din apelativul poiană și determinatul rele, precizând existența mai multor poieni întrerupte de dealuri, râpi și maluri.

## Economie

### Cultivarea plantelor
Pe aria satului Poienărei se cultivă plante necesare asigurării hranei: grâul, meiul, orzul, secară, porumbul. 
Cultivarea cânepii și a inului constituia o ocupație, în perioada în care costumul popular se confecționa din fibre naturale.

### Pomicultura
Pomicultura constituie una dintre ocupațiile de bază ale locuitorilor, prin cultivarea unor soiuri de pomi fructiferi rezistenți la condițiile climatice la condițiiele climatice specificei zonei: pruni (văratec, tultuș, corcoduș, gras, agen, ana spath, tuleu), meri (crețesc auriu, crețesc românesc, domnesc, botan, bot de iepure, florina, golden, ionathan, parmen auriu), peri (cordon, cure, doucet alb, doucet roșu, imperial, pepenești).

### Creșterea animalelor
Golurile munților: Dara, Drăghina, Păpăul, Plăișorul, Preotesele, Spinarea, Șesu, Urdea, Valea Rea, unde sătenii au drept de folosință, au favorizat creșterea animalelor. 
Păstoritul animalelor (vaci, boi, oi, capre, cai) se efectuează în livezile proprii sau pe izlaz.

## Istoric
Satul Poienărei este menționat la 10 noiembrie 1528 în hrisovul voievodului Radu de la Afumați, domnul Tării Românești, în care se precizează "hotarul Poenăreilor". Mihai Viteazul întărește lui Manea ocină în Stănești, la 1 iunie 1598. "Șerbu din Poenărei" se află printre martorii care apar în acest hrisov.
Un alt document medieval a fost emis de Canclaria domnească a voievodului Matei Basarab, la 15 martie 1652, printr-un hrisov prin care se întărea "lui Badea din sat de la Poenărei ot sud Mușcel, moșie în sat, la Poenărei, partea lui Crețu - a treia parte din câmp, și din pădure, și din apă..."
Se menționează faptul că din anul 1831, moșia Poenărei a fost stâpânită de stolnicul Dinică Brătianu și treti logofăt Nicolae Rucăreanu.

## Primăria Comunei Poienărei (1866-1908; 1930)
În perioada 1866-1908, Primăria Comunei Poienărei a existat din punct de vedere administrativ. 
În anul 1864 au fost împroprietăriți 24 de locuitori clăcași pe mosiile proprietarilor Mihail Rucăreanu și Iordache Poienăreanu. 
În anul 1900, comuna avea o populație de 336 de locuitori, o biserică și o școală mixtă cu 40 de elevi. Locuitorii erau moșneni și se ocupau în general cu agricultura, cu prelucrarea lemnului. Pe Râul Domanei existau: 1 piuă, 1 moară și 4 fierăstraie pentru tăierea buștenilor transportați pe apă. Locuitorii dețineau livezi de meri, pruni, cireși, nuci. Marii proprietari erau Alexandrina Pleșoianu și Grigore Poenăreanu. 
În anul 1908 comuna se desființează, satul Poienărei a fost arondat comunei Corbi.
La 7 decembrie 1929, prin Decretul Regal nr. 4,036, s-a hotărât reînființarea comunei Poenărei prin dezlipirea satului din componența comunei Corbi. Aceasta a existat doar în anul 1930, fiind condusă de primarul Gheorghe Andreescu.

## Biblioteca
În anul 1875, Constantin Dobescu-Argeș împreună cu învățătorul Nae Andreescu, au înființat una dintre primele biblioteci rurale din țară. 
În perioada interbelică, în cadrul acestei biblioteci, se organizau manifestări și programe artistice, coruri, piese de teatru, dansuri populare. De sărbătorile religioase sau naționale se organiza Hora satului, baluri, la care participau și tinerii din localitățile învecinate.

## Muzeul
Muzeul satului a fost realizat, în anul 1984, de un grup format din: prof. Grigore Constantinescu, ing. Constantin Samoilă, prof. Eugenia Constantinescu, prof. Iuliana Preduț Constantinescu, ing. Nicolae Preduț, ing. Maria Constantinescu, ing. Vasile Diaconu, înv. Constanța Andreescu.  
Expoziția organizată cuprinde o tematică variată, vizând anumite aspecte referitoare la: istoria, ocupațiile tradiționale, arhitectura locală, portul popular, școala, biblioteca, personalități, eroii satului.  
A fost organizată expoziția permanentă Constantin Samoilă, cuprinzând lucrări de metaloplastie, icoane pe sticlă.

## Biserica cu Hramul "Cuvioasa Paraschiva"
Biserica din satul Poienărei a fost construită în perioada 1937-1943, pe locul bisericii mai vechi din lemn, de către localnici și prin grija preotului cărturar Ioan Constantinescu, după planurie arhitectului Dimitrie Ionescu-Berechet din Câmpulung-Muscel.  
Biserica a fost construită din lemn, în stil tradițional românesc.  A fost construită pe temelie înaltă din piatră de râu, din bârne masive de ștejar, în formă de cruce, cu absida altarului poligonală, decroșată și pridvor deschis pe latura vestică. Pisania bisericii, scrisă pe o placă de marmură albă a fost realizată de meșterul pietrar Jean Mezzaroba. 
Biserica a fost sfințită în 1943 de arhiereul Veniamin Pocitan Ploieșteanul (1870-1955). 
Biserica a fost consolidată în anul 2009, pe cheltuiala lui Virgil Baciu, fiu al satului. 
Pictura murală a fost realizată în anii 1942-1943, de frații Ion și Pantelimon Fleșaru din Câmpulung-Muscel. Într-un tablou votiv sunt înfățișati Grigore și Ecaterina Poenăreanu, Nicodim, patriarhul României, și Mihai I, regele României. Restaurarea picturii de pe iconostasul de lemn a fost realizată în anul 2002 de Tatiana Hedeșiu din Cluj. 
În patrimoniul bisericii se află cîteva cărți din secolul XIX: Evanghelie (1852), Mineie (1852), Octoih (1854). 

## Monumente
În centrul localității se află Monumentul dedicat eroilor din primul război mondial, cu inscripția: "În amintirea eroilor căzuți în râzboi... "
Crucea de piatră, ce datează din anul 1664, se află în locul denumit "La troiță" și cuprinde inscripția: "Rididcatu-s-a această cinstită cruce întru slava Domnului nostru Isus Hristos, când s-au înalțat de pre pământ, în cer, în zilele lui Grigore Voievod..."

## Școala
Școala din Poienărei a început să funcționeze, într-o casă particulară, în anul 1870. În anul 1878, în comunnă s-a construit un local de școală care a funcționat pănă în 1893, când sediul școlii s-a mutat într-un local donat prin testament de învățătorul N. Andreescu.

## Banca Populară "Sf. Vasile"
Banca Populară a fost înființată la 12 ianuarie 1907, cu 59 de membri, cu un capital subscris de 4.990 lei și împrumuturi de 3.027 lei. 
Banca a fost pusă în lichidare la 8 iunie 1937.

## Arhitectura populară
Casele vechi, edificate din lemn, erau înălțate pe tălpi, din lemn de stejar sprijinite pe lespezi de piatră, pereții construiți din bârne de stejar sau fag, dispuse în cununi orizontale suprapuse, încheiate, la capete și fixate în cuie de lemn. 
În situația clădirilor cu etaj, casele au fost construite din bârne cioplite în patru muchii. 
Șița de brad a fost înlocuită cu țigla sau cu tabla. Ca materiale de construcție sunt folosite: piatra de râu, cărămida, lemnul.

## Portul popular
Portul popular din Poienărei era confecționat din: in, cânepă și lână, materiale prelucrate în gospodărie.

### Portul popular femeiesc
Portul popular femeiesc cuprinde: fota simplă sau fota aleasă fir cu fir din lână, ia, cu ornamente geometrice sau florale, culorile dominante fiind roșu și negru. 
Costumul popular avea în componența sa: ia cu poale, fota, marama, betele, lăibărica, bunda.  
Ia este formată din două părți: trupul și poalele. Fota se înfășoară strâns în jurul șoldurilor cu ajutorul betelor, împodobite cu diverse motive decorative.  
Marama, purtată de sărbători, constituie o piesă de împodobire a capului, confecționată din borangic.  
Iarna, femeile, purtau un mintean, confecționat, din lână, sau un cojoc. În picioare purtau opinci, iar pe deasupra obielelor se purtau pâslari din pănură albă, care se numeau "tureci".

### Portul popular bărbătesc
Portul popular bărbătesc cuprinde: cioareci strâmți din dimie albă, cămașă cu poale, strânsă, la mijloc, în chimir.  
Piesele costumului tradițional bărbătesc sunt: cămașa din in sau cânepă, împodobită cu cusături la gât, pe umeri, pe marginile mânecilor și pe poale. Cămașa se încingea cu brâu de lână sau cu chimir din piele cu ornamente ștanțate. Iarna, bărbații purtau ilic, cojoc sau zeghea lungă de lână.  
Cioarecii erau confecționați din dimie albă. Pe cap purtau pălărie mocănească sau o caciulă din blană de miel. În picioare purtau opinci din piele de porc sau de vițel.

## Întâlnirea fiilor satului
În fiecare an, în luna august, în satul Poienărei se organizează "Întâlnirea fiilor satului". 
După slujba în biserică, la care participă invitați din mai multe colțuri ale țării, au loc lansări de carte, expoziții, spectacole de muzică populară. 
În anul 2009, invitat de onoare, a fost actorul Gheorghe Dinică.

## Revista "Poenărei, străbuna vatră natală"
Primul număr al revistei a apărut la 7 august 2004. 
Motoul revistei este menționat pe coperta acesteia: "Satul este tipul rezumativ, sinteza neamului." Dimitrie Gusti. 
Pe coperta 3 este menționat colectivul redacțional: coordonator: Grigore Constantinescu; secretar de redacție: Constantin Samoilă; tehnoredactare: Cristian Bucur; imagini: Virgil Baciu, Iulian Cujbescu, Cornel Samoilă, Roland Samoilă. 